# Robinson R88
Le Robinson R88 est un hélicoptère en cours de développement par Robinson Helicopter. Le projet est annoncé en mars 2025.

## Histoire
Le Robinson R88 est un projet d'hélicoptère motorisé par un turbomoteur Turbomeca Arriel 2W de 950 ch et muni d'un rotor bipale. Il est équipé de l'avionique Garmin G500H.
Le R88 peut transporter 1 ou 2 pilotes et 8 ou 9 passagers. La distance franchissable attendue est de 648 km avec une autonomie de 3,5 heures.
Le premier vol est prévu pour fin 2025 ou début 2026 et la certification pour 2028 ou 2029.